# 土岐市立肥田小学校
土岐市立肥田小学校（ときしりつ ひだしょうがっこう）は、岐阜県土岐市にある公立小学校。

## 通学区域
- 通学区域は、肥田町肥田の大部分、肥田浅野梅ノ木町、肥田浅野笠神町、肥田浅野朝日町、肥田浅野矢落町、肥田浅野双葉町、肥田浅野元町である。公立中学校の進学先は土岐市立肥田中学校である[1]。

## 沿革
- 1873年（明治6年） - 大綱義校が開校する。
- 1876年（明治9年）12月12日 - 肥田小学校に改称する[2]。
- 1886年（明治19年） - 肥田尋常小学校に改称する。
- 1912年（大正元年） - 肥田尋常高等小学校に改称する。
- 1941年（昭和16年） - 肥田国民学校に改称する。
- 1947年（昭和22年） - 肥田立肥田小学校に改称する。
- 1955年（昭和30年）2月1日 - 駄知町、土岐津町、下石町、妻木町、泉町、肥田村、鶴里村、曽木村が合併し土岐市が発足。同時に土岐市立肥田小学校に改称する。
- 1977年（昭和52年） - 現在地に新築移転する。